# Редемптористи
Редемптористи (від лат. redemptor — відкупитель, офіційна назва — Згромадження Найсвятішого Ізбавителя) — католицький чернечий орден, заснований 1732 року Вчителем Церкви Альфонсом Ліґуорі (разом із бл. Марією Челеста Кростароза) в італійському містечку Скаля для проповідницьких місій і духовного служіння серед найбільш упущених. Поширений із кінця XVIII століття поза Італією в різних країнах Європи, тепер по всьому світі (1973: 36 провінцій, 41 віцепровінція і місія з 7475 членами, 671 дім, 27 ієрархів, 1 кардинал, 4 апостольські префектури). З 27 вересня 2022 року Головним настоятелем Згромадження Редемптористів є архимандрит о. Рожеріо Гоміш.

## Редемптористи в Україні
Наприкінці XVIII або на початку XIX століття російський імператор Олександр I схвалив прохання «повіреного» ордену редемптористів графа Лянцкоронського (ім'я невідоме) про дозвіл для ченців «затвердитися на Кримському півострові з даруванням деяких зручностей для поселення». 24 лютого (за старим стилем) 1803 року відповідний іменний наказ отримав миколаївський губернатор генерал-лейтенант Сергій Беклешов, який мав зібрати дані про площу незаселеної землі в місті Старий Крим: саме там фактичний попередник Беклешова, колишній новоросійський військовий губернатор Михайло Миклашевський пропонував утворити осередок згромадження. Олександр І вважав за можливе призначити редемптористам до 10 тисяч десятин «найзручнішої землі, яка може знайтися вільною» у степовій частині Криму. Однак через неврегульоване земельне питання у регіоні цю ідею не було реалізовано, через що орден редемптористів «ймовірно, припинив клопотати щодо відведення землі», а його представники для огляду ділянок на місці «зовсім не приїздили».

Малий підручник редемптористів виданий у Станиславові 1933 року

Українська гілка редемптористів постала стараннями митрополита Андрея Шептицького, який 1913 року прийняв членів ордену з Бельгії, які прийняли греко-католицький обряд, в Уневі біля Перемишлян, потім у Збоїськах біля Львова (гімназія з інтернатом, новіціят). Найбільший центр українські редемптористи мали у Голоску біля Львова (дім філософсько-богословських студій), місійні доми існували у Станиславові, Ковелі на Волині (резиденція єпископа Миколи Чарнецького), у Львові (осідок протоігумена) і в Тернополі. Разом Галицька віцепровінція нараховувала на 1946 рік 96 членів. На Закарпатті редемптористи мали доми в Михайлівцях й у Хусті (24 членів).
У Канаді перший дім редемптористів східного обряду засновано в Йорктоні заходами о. Ахіля Деляре (1906), згодом в Айтуні, Робліні (мала семінарія), Торонто, Медововейлі (дім філософсько-богословських студій), Вінніпезі (осідок протоігуменату). У Йорктоні редемптористи видавали книжки релігійного змісту та місячник «Голос Спасителя» (двомовне англо-українське видання) і богословський квартальник «Логос». У США існують доми редемптористів у Ньюарку й Вашингтоні. Канадсько-американська провінція українських редемптористів нараховувала свого часу понад 50 членів-отців і братів.
Визначними піонерами української гілки редемптористів були А. Деляре, письменник Й. Схрейверс, Й. Девохт; місіонерами: Г. Шишкевич, Степан-Йосиф та Роман Бахталовські, В. Дородько, З. Ковалик (замордований більшовиками у Львові 1941 року). Владики члени чину редемптористів: єп. Миколай Чарнецький, митр. Максим Германюк у Вінніпезі, єп. Володимир Маланчук у Франції, єп. Василь Величковський у Львові, митр. Володимир Стернюк та єпископ-помічник у Торонто — Михайло Руснак (для словаків греко-католиків).

## Святі і Блаженні
- Святий Альфо́нс Ліґуо́рі, (Alphonsus Maria de Liguori; 27 вересня 1696, Маріанелла — 1 серпня 1787, Пагані) — католицький єпископ, духовний письменник, теолог і засновник ордену редемптористів. Канонізований в 1839 папою Григорієм XVI і визнаний Учителем Церкви.
- Святий Климент Марія Гофбауер (26 грудня 1751, Тасвіце на Моравах — 15 березня 1820, Відень). 29 січня 1888 року папа Лев XIII беатифікував Климента Гофбауера, а папа Пій X канонізував його 20 травня 1909 року. У 1914 Пій X проголосив св. Климента патроном Відня. Редемптористи вшановують його як свого великого подвижника.
- Святий Герард Маеля (6 квітня 1726, Муро, Італія) — 16 жовтня 1755, Матердоміні, Італія) — чудотворець, покровитель матерів і дітей. Беатифікований 29 січня 1893 року Папою Левом XII. Канонізований 11 грудня 1904 року Папою Пійом X.
- Святий Іван Нойман (Іван Непомук Нойман), ЧНІ єпископ Філадельфії, 28 березня 1811, Прахатиці, у Богемії — 5 січня 1860, Філадельфія, США). Папа Павло VI беатифікував Івана Ноймана 13 жовтня 1963 року, а 17 жовтня канонізував.
- Блаженний Франц-Ксаверій Зельос (англ. Francis Xavier Seelos), ЧНІ (11 січня 1819, Фюссен (Баварія, Німеччина), — 4 жовтня 1867, Новий Орлеан (Луїзіана, США)) — богослов, блаженний католицької церкви. Обряд беатифікації провів Папа Іван Павло II 9 квітня 2000 року в Римі.
- Блаженний Януарій Сарнеллі, ЧНІ (12 вересня 1702, Неаполь — 30 червня 1744) — богослов, блаженний католицької церкви. Обряд беатифікації провів Папа Іван Павло II 12 травня 1996 року
- Блаженний Петро Дондерс (англ. Peter Donders) ЧНІ (27 жовтня 1809, Тілбург (Голландія) — 14 січня 1887, Батавія Суринам) блаженний католицької церкви. Все життя провів при місії в лепрозорію в Батавії, Суринам. Обряд беатифікації провів Папа Йоан Павло II 23 травня 1982 року.
- Блаженний Каспар Штангассінгер, ЧНІ (в 1871, Берхтесгаден (нім. Berchtesgaden) на півдні Німеччини — 26 вересня 1899, Гарс) — блаженний католицької церкви. Обряд беатифікації провів Папа Іван Павло II 24 квітня 1988 року.
- Блаженний Микола́й Чарне́цький, ЧНІ (14 грудня 1884, Семаківці, нині Городенківського району на Івано-Франківщині — 2 квітня 1959, Львів) — церковний діяч Української греко-католицької церкви, редемпторист, єпископ, професор Духовної семінарії у Станиславові, настоятель монастирів у Костополі й Ковелі на Волині, Апостольський візитатор для слов'ян візантійського обряду поза руськими єпархіями, в Польщі, хіротонізований (на єпископа) з осідком у Варшаві, згодом у Ковелі. 24 квітня 2001 року у присутності Його Святості Папи Івана Павла II у Ватикані відбулося проголошення декрету мучеництва єпископа Миколая Чарнецького. Обряд беатифікації відбувся 27 червня 2001 р. у м. Львові під час Святої Літургії у візантійському обряді за участі папи Івана Павла II.
- Блаженний Василь Величковський ЧНІ (1 червня 1903, Станиславів — 30 червня 1973, Вінніпег) — єпископо Луцький, новомученик Української греко-католицької церкви. Обряд беатифікації відбувся 27 червня 2001 р. у м. Львові під час Святої Літургії у візантійському обряді за участі папи Івана Павла II.
- Блаженний Іва́н Зя́тик (26 грудня 1899, Одрехова — 17 травня 1952, Озерлаг в Іркурській області) — священник-редемпторист, блаженний священномученик УГКЦ. Обряд беатифікації відбувся 27 червня 2001 р. у м. Львові під час Святої Літургії у візантійському обряді за участі св. папи Івана Павла II.
- Блаженний Зенон Ковалик (Ковалик Зеновій Григорович, 18 серпня 1903, Івачів Горішній б. Тернополя — 1941, Львів). Обряд беатифікації відбувся 27 червня 2001 р. у м. Львові під час Святої Літургії у візантійському обряді за участі св. папи Івана Павла II.
- Блаженні іспанські мученики — о. Йосиф Ксаверій Горостерраці у Хаунарена ЧНІ (1877—1936) і п'ять його співбратів: o. Киріак Олярте Перес де Мендігурен ЧНІ (1893—1936), o. Михайло Гоні Аріс ЧНІ (1902—1936), o. Юліан Поцо Руіс де Саманієго ЧНІ (1903—1936), o. Петро Ромеро Еспехо ЧНІ (1871—1938) і брат Вікторіан Кальво Лозано ЧНІ (1896—1936) загинули мученицькою смертю в часі іспанської громадянської війни 1936—1939). Беатифіковані 13 жовтня 2013 року кардиналом Анджело Амато, префектом Конгрегації у справах святих і делегатом Папи Франциска.[4]

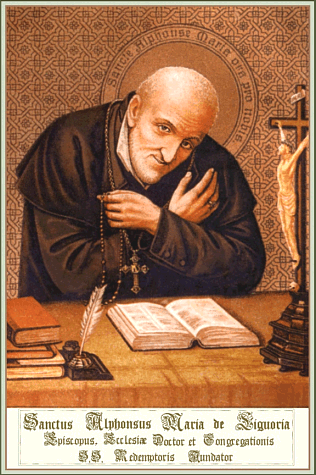
Святий Альфонс Марія де Ліґуорі